# Zasłużony Artysta RFSRR

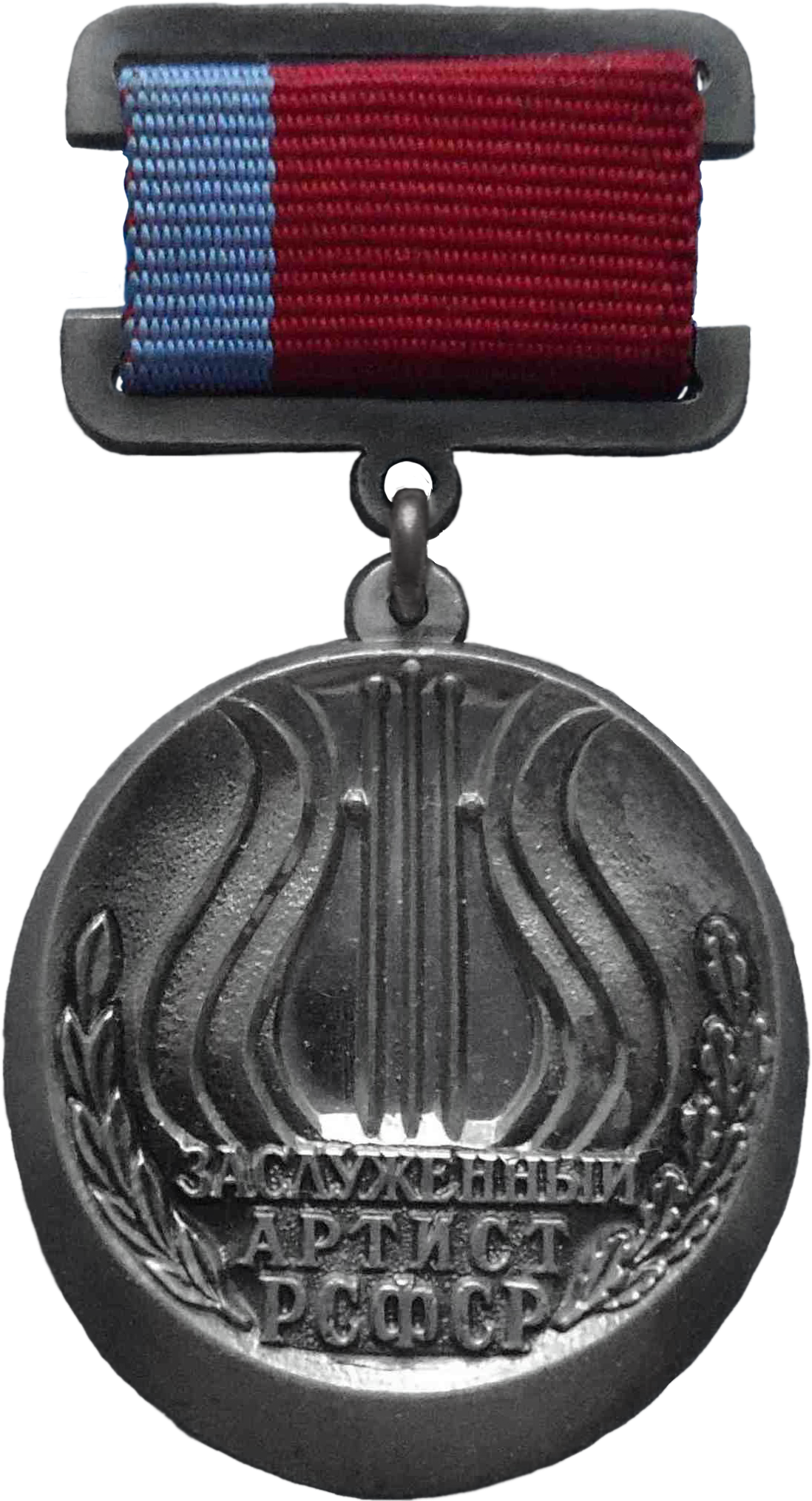
Odznaka „Zasłużony Artysta RFSRR”

Zasłużony Artysta RFSRR (ros. Заслуженный артист РСФСР) – państwowe wyróżnienie Rosyjskiej Federacyjnej Socjalistycznej Republiki Radzieckiej, tytuł przyznawany przez Prezydium Naczelnej Rady RFSRR, jako jedna z form wyrażenia uznania przez państwo i społeczeństwo. Uchwalone 10 sierpnia 1931. 
Tytuł „Zasłużony Artysta RFSRR” przyznawano szeroko znanym w ZSRR aktorom, kompozytorom, muzykom, artystom cyrku, sławnym wykonawcom muzyki poważnej, muzyki estradowej, jazzowej i wybitnym przedstawicielom innych dziedzin kultury z RFSRR i innych republik.
Wyższymi formami tego typu uznania były  tytuły Ludowy Artysta RFSRR i Ludowy Artysta ZSRR.
Od lutego 1992 roku we wszystkich dokumentach tytuł ten nosił nazwę „Zasłużony Artysta Federacji Rosyjskiej”, chociaż odznaka związana z przyznaniem wyróżnienia z pewnymi zmianami (usunięto napis „RFSRR” i w miejsce flagi RFSRR na wstążce zostało umieszczone trójkolorowe pole) była przyznawana do roku 1996.